# كيكي غارسيا
كيكي غارسيا (الإسبانية: Enrique García Martínez)؛ (25 نوفمبر 1989 — ) هو لاعب كرة قدم إسباني، من مواليد مدينة موتايلا ديل بالانكار، يلعب في مركز مهاجم.

## وصلات خارجية
- كيكي غارسيا على موقع الاتحاد الدولي (مؤرشف)  (الإنجليزية)
- كيكي غارسيا على موقع قاعدة بيانات كرة القدم.إي يو (الإنجليزية)
- كيكي غارسيا على موقع Soccerbase.com (لاعب) (الإنجليزية)
- كيكي غارسيا على موقع Soccerway.com (الإنجليزية)
- كيكي غارسيا على موقع AS.com (الإسبانية)